# لي لي (لاعب كرة قدم)
لي لي (بالصينية: 李磊) (30 مايو 1992 في الصين - ) هو لاعب كرة قدم صيني في مركز الوسط. لعب مع نادي بكين سينوبو غوان ونادي هينان جيانيي وShanghai Shenxin F.C. ‏.

## وصلات خارجية
- لي لي على موقع إي إس بي إن إف سي (الإنجليزية)
- لي لي على موقع قاعدة بيانات كرة القدم.إي يو (الإنجليزية)
- لي لي على موقع ناشيونال فوتبول تيمز (الإنجليزية)
- لي لي على موقع Soccerbase.com (لاعب) (الإنجليزية)
- لي لي على موقع Soccerway.com (الإنجليزية)
- لي لي على موقع عالم كرة القدم.نت (الإنجليزية)